# 쿠르트 알더
쿠르트 알더(독일어: Kurt Alder, 독일어 발음: [ˈaldɐ], 1902년 7월 10일 ~ 1958년 6월 20일)는 독일의 유기화학자이다. 1950년에 딜스-알더 반응이라 불리는 다이엔 합성의 원리를 발견한 공로로 오토 딜스와 함께 노벨 화학상을 수상했다.

## 인물
공업 지대에서 태어나 그곳에서 초등 교육을 받았다. 1922년에 베를린 대학교에서 화학을 공부했고 후에 킬 대학교로 옮겨 1926년에 같은 대학의 오토 딜스 밑에서 박사 학위를 취득했다. 이후 1930년에는 조수, 1936년에는 강사가 됐다. 레버쿠젠에 있는 파르벤 이익공동체로 자리를 옮겨 합성 고무와 관련된 연구에 종사했고 1940년 쾰른 대학교의 실험화학·화학기술 교수 및 화학연구소 소장으로 부임했다. 이후 유기화학에 관한 연구를 계속했고 150편의 논문을 발표했다.
대표적인 업적으론 딜스-알더 반응이라 불리는 다이엔 합성의 원리를 발견한 것이다. 1958년에 쾰른에서 향년 55세의 나이로 사망했다.

## 수상 경력
- 1950년 : 노벨 화학상